# Майснер, Йохен
Йохен Майснер (нем. Jochen Meißner, род. 8 мая 1943, Штутгарт) — немецкий гребец, серебряный призёр летних Олимпийских игр 1968 в одиночках, бронзовый призёр чемпионата мира 1966 года, чемпион Европы 1965 года, многократный чемпион Германии.

## Биография
Заниматься греблей Майснер начал в 14 лет в гребном клубе Mannheimer Ruderverein Amicitia, расположенном в Мангейме. Первоначально Йохен Майснер начал выступать в восьмёрке, но в 1961 году ушёл из её состава, перейдя на выступления на легковесных лодках. В 1963 году молодой спортсмен впервые стал чемпионом Германии в легковесных одиночках. Спустя год он защитил свой титул, а также стал серебряным призёром в легковесной двойке парной вместе с Йоргом Крузе. В 1965 году Майснер перестал участвовать в соревнованиях на лодках лёгкого веса. С 1965 по 1969 год Майснер четыре раза подряд становился национальным чемпионом в одиночках. На международной арене Майснер также показывал высокие результаты. В 1965 году Йохен стал чемпионом Европы, а в 1966 году завоевал бронзовую медаль на чемпионате мира, уступив лишь американцу Дональду Сперо и голландцу Хенри Винесе. Также в это время Майснер успел стать серебряным призёром чемпионата Германии в двойках парных, выступая вместе с Эдгаром Хайдорном.
В 1968 году Майснер, как сильнейший одиночник Германии был включён в заявку сборной для участия в летних Олимпийских играх. В Мехико Майснер уверенно выиграл предварительный заезд в соревнованиях одиночек, а затем стал вторым в полуфинале, уступив чуть более двух секунд гребцу из ГДР Ахиму Хиллю. С первых же метров финального заезда лидерство захватили Йохен Майснер и Хенри Винесе. Уже к 500-метровой отметке оба этих спортсмена оторвались от своих конкурентов почти на три секунды. К середине заезда в лидеры вырвался Винесе, опередивший на втором отрезке Майснера на две секунды. Из остальных гребцов только Ахиму Хиллю удавалось поддерживать темп, заданный лидерами. За 500 метров до финиша лидеры смогли сохранить свои позиции, а вот Хилль начал постепенно отставать. На заключительном отрезке гонки Винесе не только смог сохранить своё лидерство, но и увеличил отрыв от Майснера до 4 секунд.
С 1969 года Майснер начал проигрывать своим конкурентам на национальном чемпионате. С 1969 по 1972 год Майснер занимал третье место на чемпионате Германии, а за золото с переменным успехом боролись Удо Хильд и Вольфганг Глок. Тем не менее Майснер смог отобраться на свои вторые Олимпийские игры. В Мюнхене Йохен выступал в двойках парных вместе с Артуром Хайне, но успеха им добиться не удалось. Борьбу за медали немецкий экипаж закончил ещё на полуфинальной стадии, заняв последнее место в своём заезде. В утешительном финале немецкая двойка пришла к финишу четвёртой и заняла итоговое 10-е место. В 1974 году Майснер завоевал ещё одну медаль чемпионата Германии, став серебряным призёром в одиночках, уступив при этом лишь будущей звезде немецкой гребли Петеру-Михаэлю Кольбе. Вскоре после этого Майснер завершил спортивную карьеру. По завершении карьеры активно участвовал в различных общественных мероприятиях, является председателем олимпийского общества в Мангейме.
В марте 1966 года был награждён Серебряным лавровым листом.